# Udspærret fløjlsblomst
Udspærret fløjlsblomst (Tagetes patula) er en énårig, urteagtig plante med en busket, opret vækst. Arten hører hjemme i Mellemamerika, men der er udviklet et utal af sorter, som meget ofte bruges som "sommerblomster" i europæiske haver. Alle dele af planten er forsynet med kirtler, som udskiller en kraftig lugt. 

## Beskrivelse
Udspærret fløjlsblomst er en enårig, urteagtig plante med en opret, forgrenet vækst. Stænglerne er hårløse og runde eller let riflede i tværsnit. bladene er modsat stillede og uligefinnede med skarpt tandet rand. Oversiden er blank og mørkegrøn, mens undersiden er mat og lysegrøn. 
Blomstringen foregår i juli-august (ofte dog indtil oktober), hvor blomsterne ses i endestillede kurve. De yderste kranse af blomster er tungeformede og let bølgede, men uden spids. De midterste blomster er derimod rørformede. Kronbladene er oprindeligt gule, men orangerøde blomster findes også. Frøene er små nødder, som spirer villigt.
Rodsystemet er kraftigt og tæt forgrenet. I naturen udvikler planten flere dybtgående rødder. Arten er kendt for at kunne dræbe insektlarver og rundorme ved hjælp af stoffer, som udskilles fra rødderne
Højde x bredde og årlig tilvækst: 0,50 x 0,30 m (50 x 30 cm/år).

## Hjemsted
Udspærret fløjlsblomst hører hjemme i Mellem- og Sydamerika, og den kan findes fra Mexico og Nicaragua til bjergene i Bolivia. Den kan klare sig i alle jordtyper, når blot de er veldrænede, og den tåler frost ned til –1° C. I skygge blomstrer den ikke ordentligt. 
Arten har tendens til at blive invasiv, og på bredden af Vltava nær Karlsbroen i Prag, Tjekkiet, vokser denne art sammen med bl.a. angelik, alm. fredløs, kattehale, alm. rajgræs, bittersød natskygge, blæresmelde, butbladet skræppe, fliget brøndsel, håret star, kærgaltetand, langbladet mynte, lodden dueurt, purpurpil, rørgræs og skørpil

## Anvendelse
Hovedsageligt bruges planten som sommerblomst i haver og parker, men den har også en anvendelse som jordforbedringsmiddel, fordi den kan fordrive det sygdomsbillede, som kaldes "jordtræthed". Dette udnyttes i udstrakt grad hos de planteskoler, som dyrker roser.
| Portal | Portal:Botanik |